# Graphics Environment Manager
GEM (Graphics Environment Manager o Gestor d'entorn gràfic) és un sistema de finestres creat per Digital Research, Inc. (DRI) per al seu ús amb el S.O. CP/M-86 en microprocessadors Intel 8088 i Motorola 68000 (CP/M-68k). També va ser portat més tard per a DOS.
GEM és conegut com la interfície gràfica d'usuari (GUI) de la sèrie d'ordinadors Atari ST, i també va ser subministrat amb una sèrie d'ordinadors IBM PC compatibles de Amstrad, així com per l'IBM PC estàndard. És el nucli d'un petit nombre de programes de DOS, sent el més notable Ventura Publisher. Va ser portat a una sèrie d'altres ordinadors que anteriorment no tenien interfícies gràfiques, però mai va guanyar popularitat en aquestes plataformes. DRI també va produir FlexGem per al seu sistema operatiu de temps real FlexOS.